# Suharto
Suharto (Kemusuk, Argomulyo, Bantul, 8. juni 1921 – Jakarta, 27. januar 2008) var en indonesisk officer og politiker, der var Indonesiens præsident i perioden 1967-1998.

## Biografi
I sin ungdom var han officer i landets nationalrevolution, der fulgte efter uafhængighedserklæringen i 1945. Suharto kom til magten ved en kombination af behændig politisk manøvrering og magtanvendelse, og da han blev præsident, skabte han en centralistisk magtstruktur baseret på militarisme. Han sikrede sig vestlig støtte under den kolde krig ved sine antikommunistiske holdninger. Samtidig var han ansvarlig for forfølgelse og drab på politiske modstandere i millionvis, ikke mindst i perioden umiddelbart før magtovertagelsen. Under hans Orde Baru-styre (Ny Orden) trivedes korruptionen, og efterhånden steg utilfredsheden med dette. Da den økonomiske krise i 1990'erne ramte Asien, mistede han efterhånden sin autoritet over landet. Efter massedemonstrationer i 1998 blev han tvunget til at trække sig tilbage fra præsidentposten, og sine sidste år levede Suharto i ensomhed. 
Han blev indlagt 4. januar 2008 efter et par år med svigtende helbred, og han døde 27. januar samme år.